# Papirus 1
Papirus 1 (Gregori-Aland numeracija), koji se još označava i kao „{\displaystyle {\mathfrak {P}}}1”, „ε 01 (von Soden)”, je rana kopija Novog zaveta na grčkom jeziku. U pitanju je rukopis na papirusu koji sadrži deo Jevanđelja po Mateju. Paleografi procenjuju da je ovaj rukopis nastao početkom 3. veka. Trenutno je izložen u Muzeju za arheologiju i antropologiju u Pensilvaniji, a otkriven je u Oksirinhusu, u Egiptu.

## Opis
Sačuvani fragment rukopisa sadrži stihove 1:1-9, 12, 13 i 14-20. Reči su napisane bez razmaka i bez interpunkcije. Fragment je veličine 14.7 cm x 15 cm.

## Tekst
Tekst napisan na grčkom, predstavlja primer Aleksandrijske škole i smešten je u Kategoriju I.

## Istorija
Ovo je bio najstariji poznati rukopis do pronalaska Papirusa 45.